# اوگنین دوبریچ
اوگنین دوبریچ (سیریلیک صربی: Огњен Добрић؛ زادهٔ ۲۷ اکتبر ۱۹۹۴) بازیکن بسکتبال اهل صربستان است.
از باشگاه‌هایی که در آن بازی کرده است می‌توان به باشگاه بسکتبال ستاره سرخ بلگراد اشاره کرد.
وی در مسابقات کشوری و بین‌المللی در مجموع برندهٔ ۲ مدال نقره، ۲ مدال برنز شده است.